# Computer Graphics Lab
Il Computer Graphics Lab (abbreviato in CGL) è stato un laboratorio informatico del New York Institute of Technology (NYIT), attivo tra gli anni settanta e gli anni ottanta. Fondato da Alexander Schure, era situato presso il "palazzo rosa" del campus universitario.
Il CGL aveva come obiettivo quello di compiere ricerche nell'ambito della modellazione e animazione 3D, utilizzando soprattutto il DEC PDP e il VAX. Vennero progettati e realizzati programmi e strumenti che sarebbero poi stati ampiamente utilizzati per gli effetti in CGI nel cinema live-action e d'animazione. Per questo motivo il laboratorio venne riconosciuto come uno dei più importanti centri di ricerca tecnologica dei suoi tempi.
Per buona parte della sua esistenza, esso fu occupato nel tentativo di realizzare il primo lungometraggio della storia interamente fatto al computer, The Works, i cui lavori incominciarono nel 1979 e si interruppero nel 1986, in concomitanza con la chiusura della struttura.
Ed Catmull fu il primo direttore del complesso e, dopo il suo abbandono nel 1979, andò a fondare con il collega Alvy Ray Smith lo studio d'animazione Pixar. Lance Williams divenne lo scienziato capo dei Walt Disney Feature Animation. Jim Clark diede vita a Netscape e Silicon Graphics, Pat Hanrahan a Tableau e Bruce Perens a Open Source Initiative. Jim Blinn, Thad Beier, Jacques Stroweis, Andrew Glassner e Tom Brigham divennero grafici programmatori presso Microsoft.

## Filmografia
Lungometraggi
- The Works, regia di Lance Williams (incompiuto)

Cortometraggi
- Sunstone, regia di Ed Emshwiller (1979)
- The Magic Egg, regia di Eddie Garrick (1984)
- R.A.B.L., regia di Patrice M. Regnier (1985)